# Криловська (станиця)
46°18′ пн. ш. 39°57′ сх. д. / 46.300° пн. ш. 39.950° сх. д.
Криловська (до 1961 року Єкатериновська) — станиця на північному сході Краснодарського краю. Адміністративний центр Криловського району, найбільший його населений пункт, центр Криловського сільського округу.
- Населення — 14,4 тис. осіб (2002).
- Розташована на річці Єя, при впаданні в неї притоки Весела, у степовій зоні, за 160 км північно-східніше Краснодара.
- Найближча станція — Криловська на залізниці Тихорєцьк — Батайськ розташована за 12 км західніше в станиці Октябрська.

## Люди
В станиці народився Мірошниченко Микола Іванович (нар. 1934) — російський радянський прозаїк, драматург.